# Jelena Azarova
Jelena Jurjevna Azarova (ryska: Елена Юрьевна Азарова), född den 5 juni 1973 i Moskva, Ryssland, är en rysk konstsimmare.

## Karriär
Azarova tog OS-guld i lagtävlingen i konstsim i samband med de olympiska konstsimstävlingarna 2000 i Sydney. Hon tog återigen OS-guld i lagtävlingen i konstsim i samband med de olympiska konstsimstävlingarna 2004 i Aten.